# 昭和之日
昭和之日，指由2007年（平成19年）起加入日本國民假期的日本節慶，定為每年的4月29日，即已故昭和天皇裕仁冥誕的日子。

## 简介
日本國會在2005年5月13日通過决议，自2007年起，將原来每年4月29日的绿之日改稱為「昭和之日」，並把绿之日轉移到5月4日。日本政府指设立「昭和之日」的目的是「在動盪的日子之後，回顧日本邁向復興的昭和時代，思考國家的將來」。這天也是組成日本黃金週的日子之一。

昭和天皇时期，最早每年4月29日是「天长节」，第二次世界大战之后更名为「天皇诞生日」。1989年（昭和64年）1月7日，昭和天皇駕崩，4月29日不再是天皇誕生日，日本祝日法中「天皇诞生日」的相關條文有修改的必要。雖然有人希望將該日改以「昭和紀念日」為名的新節日繼續下去，但日本左派反對，遂將4月29日改名為「綠之日」。

推進派國會議員把「綠之日」更名為「昭和之日」的法律修正案，在2000年的第147回國會（參議院先議）及2002年的第154回國會（眾議院先議）先後闖關失敗。2004年的第159回國會（眾議院先議）提出後，終於在2005年的第162回國會通過。